# Jan Tyssowski
Jan Józef Tyssowski (ur. 8 marca 1811 w Tarnowie, zm. 5 kwietnia 1857 w Waszyngtonie) – polski działacz polityczny, uczestnik powstania listopadowego, przywódca i dyktator powstania krakowskiego 1846.

## Życiorys
Urodził się w Tarnowie 8 marca 1811 roku, był synem Polaka będącego urzędnikiem administracji austriackiej. Zaraz po jego urodzeniu rodzina przeprowadziła się do Lwowa, gdzie w 1820 roku ojciec Tyssowskiego zmarł.   W młodości  (po przerwaniu studiów prawniczych na Uniwersytecie Lwowskim) Tyssowski przekradł się przez granicę Królestwa Polskiego i zasilił szeregi powstańców. Walcząc w powstaniu listopadowym najpierw brał udział w wyprawie gen. Józefa Dwernickiego na Wołyń, a później, gdy jego wojska zostały internowane w Galicji, wrócił do Warszawy i służył w brygadzie gen. Józefa Bema. Zakończył służbę jako podoficer.
Następnie angażował się w działalność konspiracyjnych organizacji niepodległościowych w Galicji. Po wybuchu rewolucji w Krakowie wszedł 21 lutego 1846 roku w skład Rządu Narodowego Rzeczypospolitej Polskiej, a od 24 lutego do 3 marca był dyktatorem powstania. Z powodu powstania chłopskiego, w porozumieniu z krakowską arystokracją, dążył do ograniczenia walk. Zagrożony interwencją rosyjsko-austriacką i powstaniem chłopskim odmówił kapitulacji w Krakowie przed austriackim wojskiem, dopiero po opuszczeniu miasta postanowił przeprowadzić z Prusakami rozmowy o warunkach kapitulacji. Ostatecznie wycofał się z liczącym 1500 żołnierzy oddziałem powstańczym do Prus i został internowany wraz z powstańcami w okolicach Bierunia Nowego na rok, po czym otrzymał zgodę na wyjazd do Stanów Zjednoczonych. W USA współorganizował Towarzystwo Demokratyczne Polskie w Ameryce. Zmarł 5 kwietnia 1857 roku w Waszyngtonie.